# Айрон-Джанкшен (Міннесота)
Айрон-Джанкшен (англ. Iron Junction) — місто (англ. city) в США, в окрузі Сент-Луїс штату Міннесота. Населення — 110 осіб (2020).

## Географія
Айрон-Джанкшен розташований за координатами 47°25′8″ пн. ш. 92°36′30″ зх. д. / 47.41889° пн. ш. 92.60833° зх. д. (47.418977, -92.608392).  За даними Бюро перепису населення США в 2010 році місто мало площу 2,15 км², уся площа — суходіл.

## Демографія
Згідно з переписом 2010 року, у місті мешкало 86 осіб у 45 домогосподарствах у складі 24 родин. Густота населення становила 40 осіб/км².  Було 47 помешкань (22/км²).
Расовий склад населення:
| - 96,5 % — білих - 1,2 % — осіб інших рас |

До двох чи більше рас належало 2,3 %. Частка іспаномовних становила 2,3 % від усіх жителів.
За віковим діапазоном населення розподілялося таким чином: 12,8 % — особи молодші 18 років, 66,3 % — особи у віці 18—64 років, 20,9 % — особи у віці 65 років та старші. Медіана віку мешканця становила 53,5 року. На 100 осіб жіночої статі у місті припадало 120,5 чоловіків;  на 100 жінок у віці від 18 років та старших — 134,4 чоловіків також старших 18 років.
Середній дохід на одне домашнє господарство  становив 51 046 доларів США (медіана — 50 000), а середній дохід на одну сім'ю — 69 308 доларів (медіана — 61 250). За межею бідності перебувало 10,4 % осіб, у тому числі 29,4 % дітей у віці до 18 років та 0,0 % осіб у віці 65 років та старших.
Цивільне працевлаштоване населення становило 42 особи. Основні галузі зайнятості: освіта, охорона здоров'я та соціальна допомога — 19,0 %, транспорт — 16,7 %, мистецтво, розваги та відпочинок — 16,7 %.